# Teng Wei
Teng Wei (chinesisch 滕巍, Pinyin Téng Wēi; * 21. Mai 1974 in Changchun) ist eine ehemalige chinesische Fußballspielerin.

## Karriere
Mit der chinesischen A-Nationalmannschaft nahm sie an der Weltmeisterschaft 2003 teil, bei der sie mit ihrem Team das Viertelfinale erreichte. Anfang 2004 war sie dann beim Vier-Nationen-Turnier erfolgreich und erzielte hier zwei Tore. Danach wurde sie zudem auch in den Kader für die Olympischen Spiele 2004 berufen, wo sie mit ihrem Team jedoch bereits nach der Vorrunde ausschied.